# Holtingerveld
Holtingerveld is een Natura 2000-gebied in de Nederlandse provincie Drenthe. Voor 2013 werd het aangeduid als Havelte-Oost.

## Ligging
Het natuurgebied ligt tussen de dorpen Havelte, Uffelte, Wittelte en Wapserveen.
Het Holtingerveld is geen nationaal park, maar vormt samen met de nationale parken Dwingelderveld en Drents-Friese Wold het natuur- en cultuurlandschap van de Drents-Friese grensstreek.

## Deelgebieden
De benaming van het gebied is sinds 2013 Holtingerveld, en het is genoemd naar het gehucht Holtinge. Het gebied bestaat uit een aantal aan elkaar grenzende natuurgebieden:
- Havelterberg, een stuwwal die voor een groot deel uit kalkrijke rode keileem bestaat.
- Ooster- en Westerzand met de vennen Brandeveen, Bosveen en Meeuwenkolonie.
- Uffelter Binnenveld.

In 2017 is een deel van 273 hectare dat in gebruik was als oefenterrein door het Ministerie van Defensie overgedragen aan Natuurmonumenten en Staatsbosbeheer. Een gebied ten westen van het Holtingerveld bij de Johannes Postkazerne wat aangeduid wordt als Havelte-West is niet opgenomen in het Natura 2000 gebied vanwege de primaire functie als militair oefenterrein.

## Geschiedenis
De slagzin van de Provincie Drenthe voor het gebied luidt "Oerlandschap gekneed door ijs en oorlog". Hiermee wordt aangegeven dat het verleden belangrijk was voor de vorming van het gebied. 
- De stuwwal Havelterberg is ontstaan door schuivend ijs tijdens het voorlaatste glaciaal.
- De hunebedden D53 en D54 zijn ongeveer 5000 jaar geleden gebouwd.
- Enkele brandheuvels zijn gebouwd tijdens de ijzertijd.
- Fliegerhorst Havelte is een vliegveld aangelegd tijdens de Tweede Wereldoorlog. Hiervan zijn nog de overblijfselen van hangars en een startbaan te vinden, en vele bomkraters die zijn ontstaan door bombardementen op het vliegveld.

## Toegangspoort Holtingerveld
In het zuidwesten van het natuurgebied ligt de Toegangspoort Holtingerveld, hier zijn het informatiecentrum, de schaapskooi van de Holtinger Schaapskudde en Vlinderparadijs Papiliorama gevestigd. Een paar honderd meter ten noorden hiervan liggen de hunebedden D53 en D54. 

## Fotogalerij

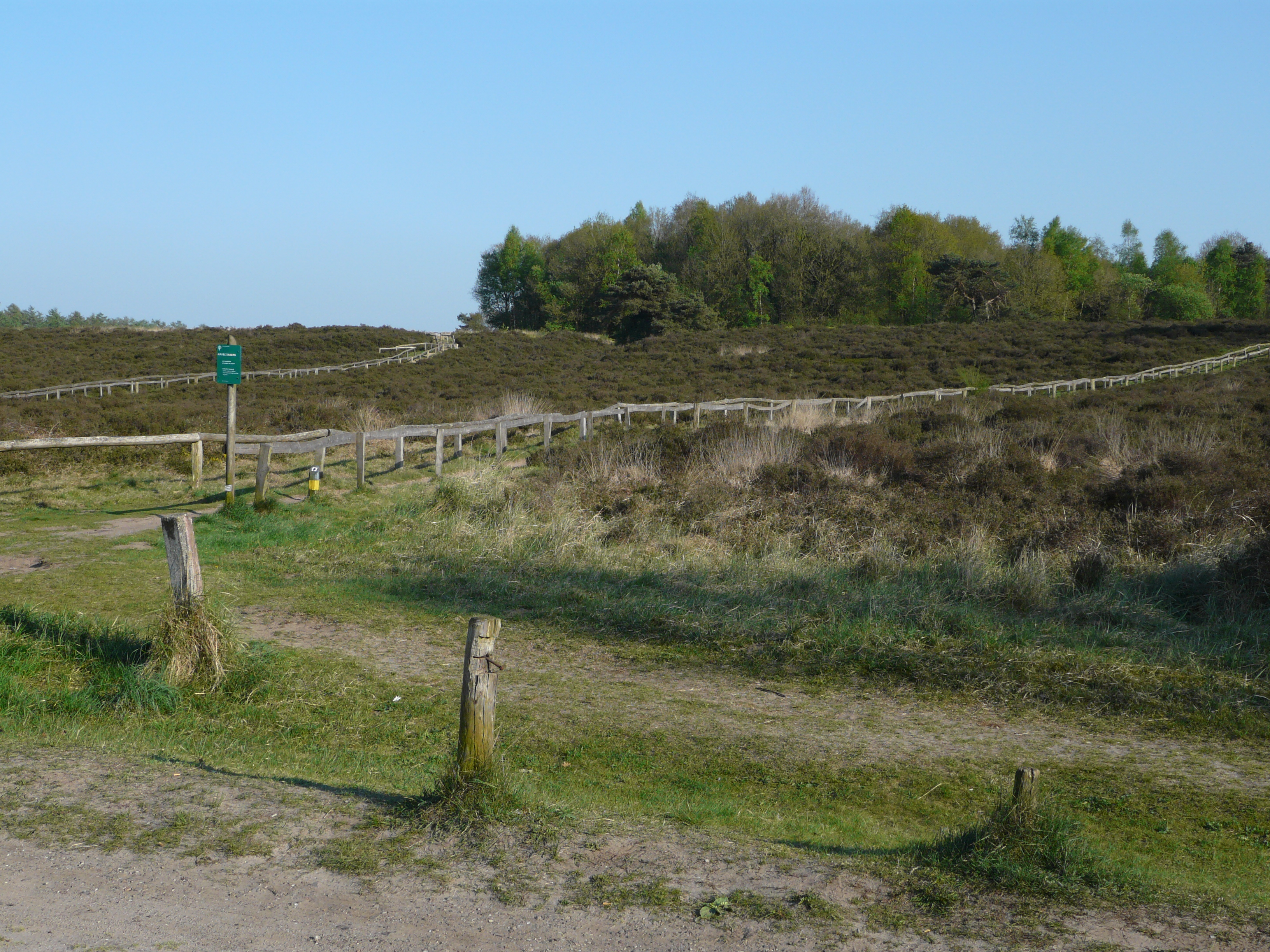
Havelterberg
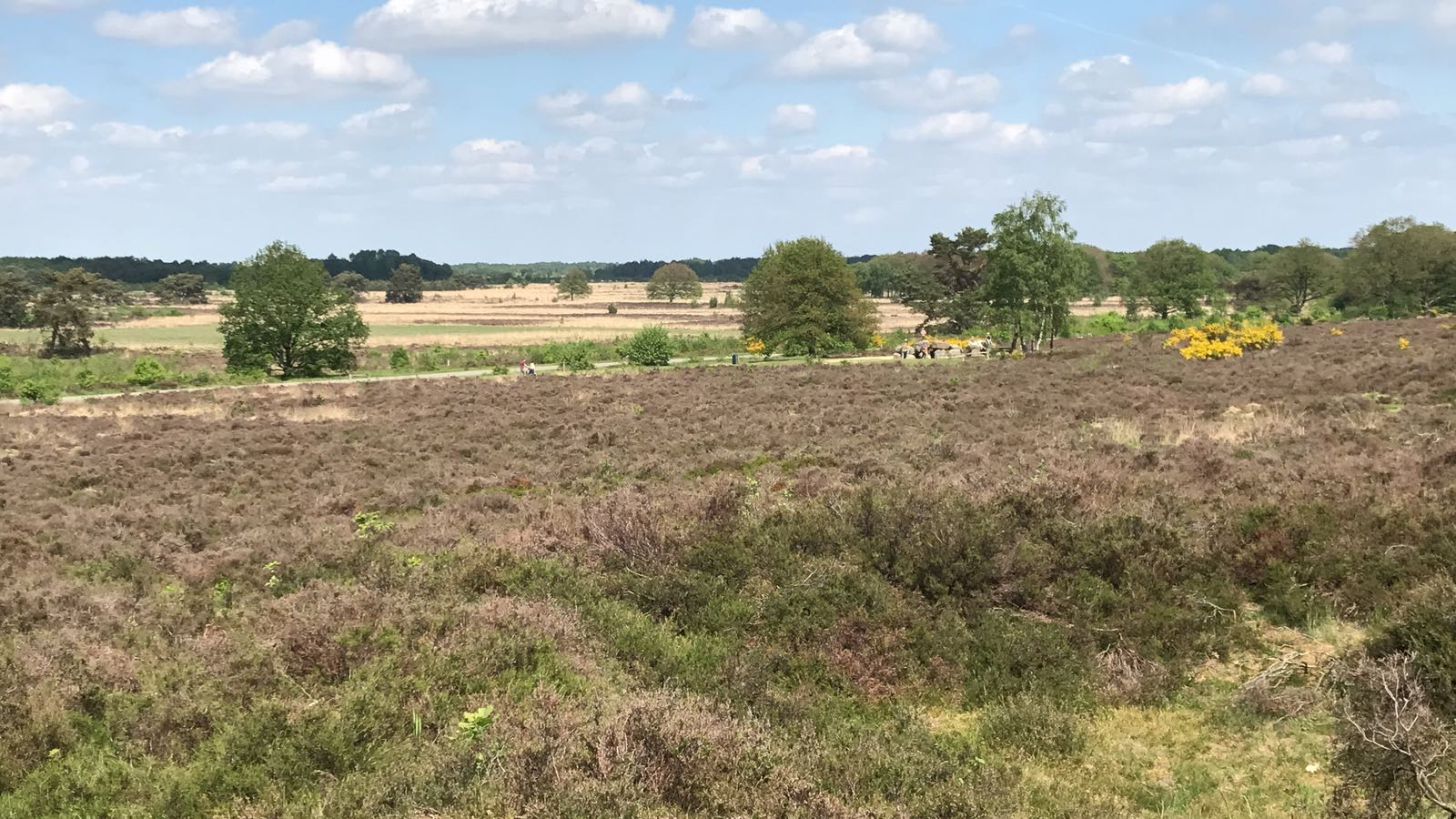
Uitzicht vanaf de Havelterberg
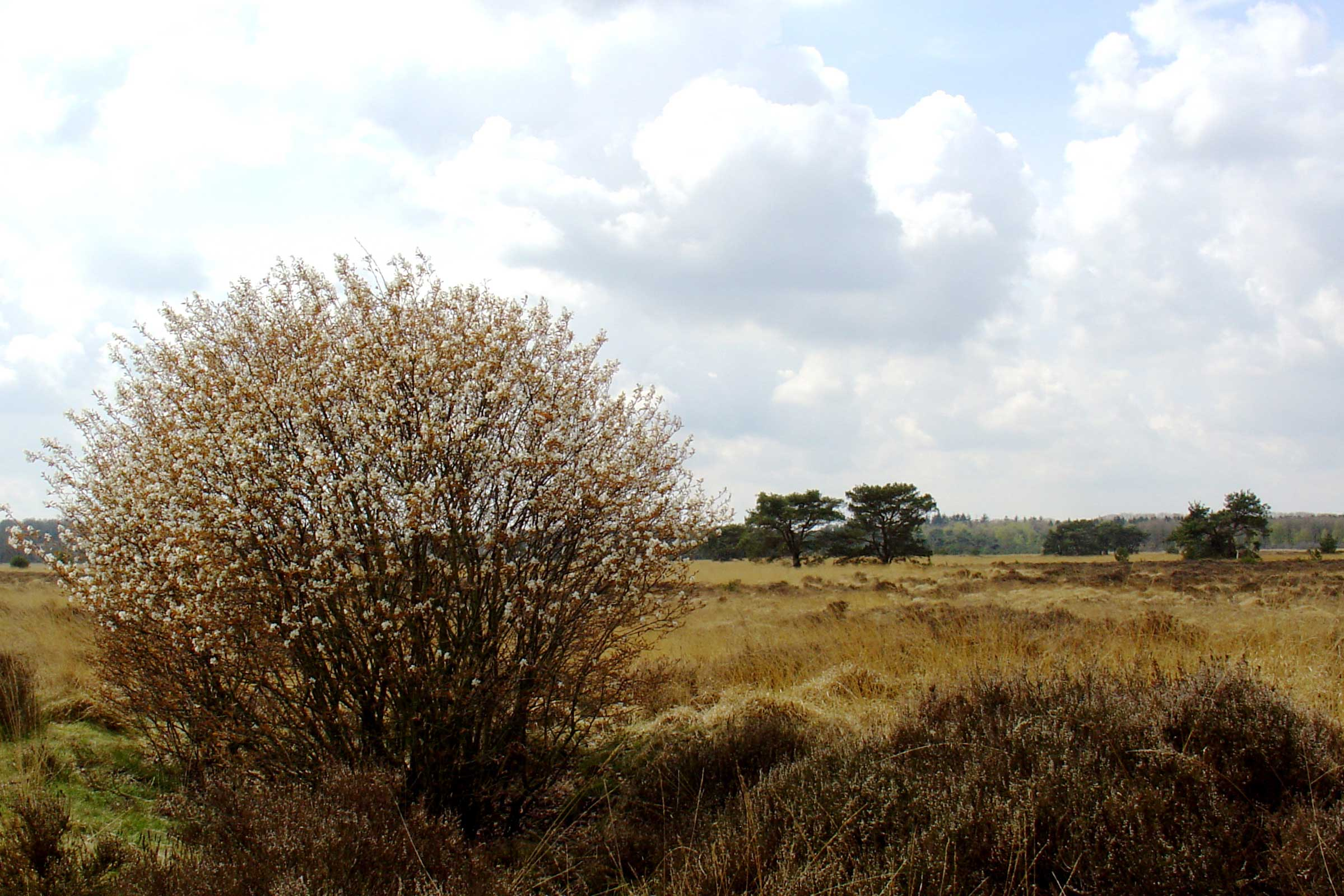
Holtingerzand
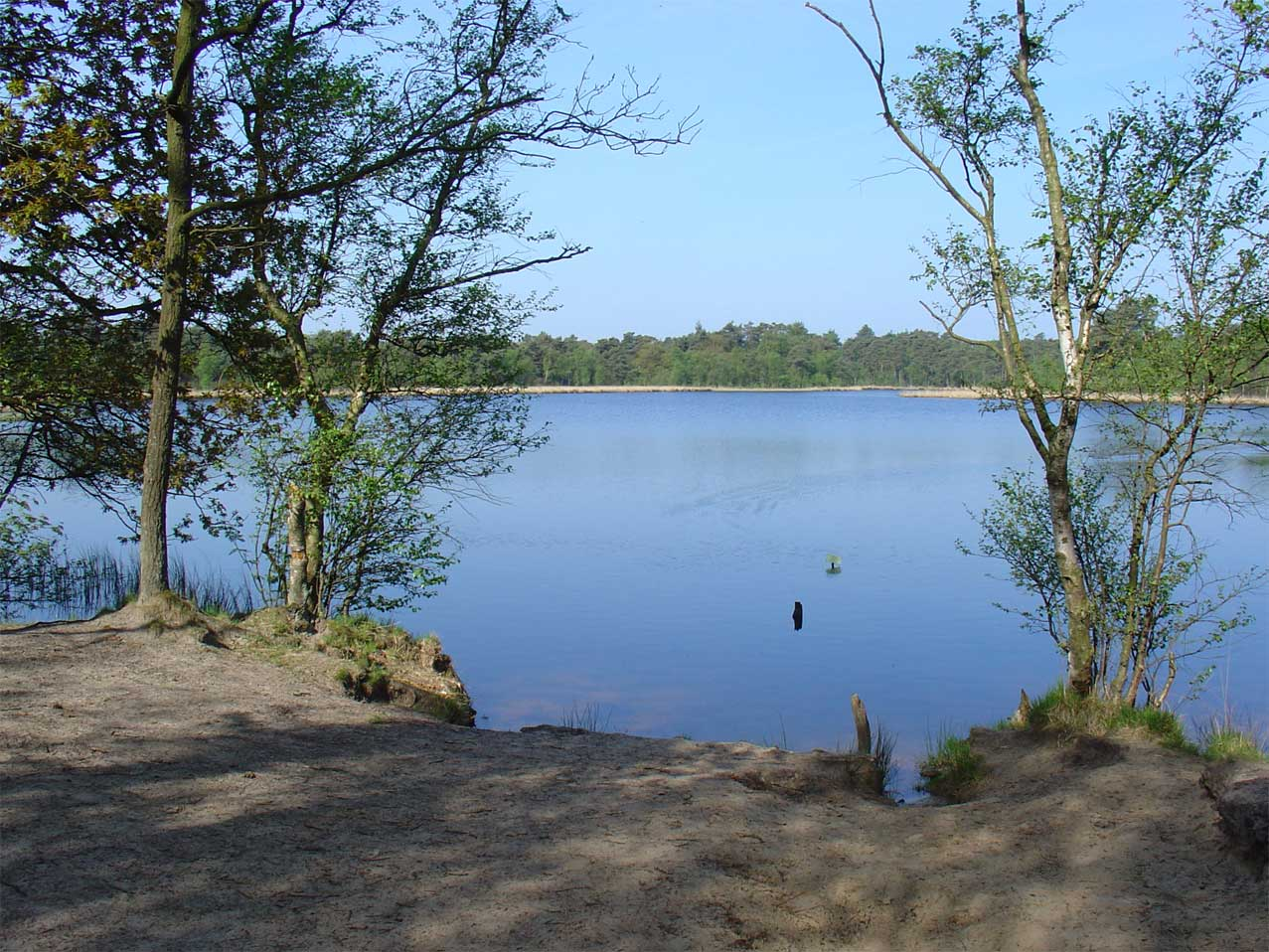
Brandeveen
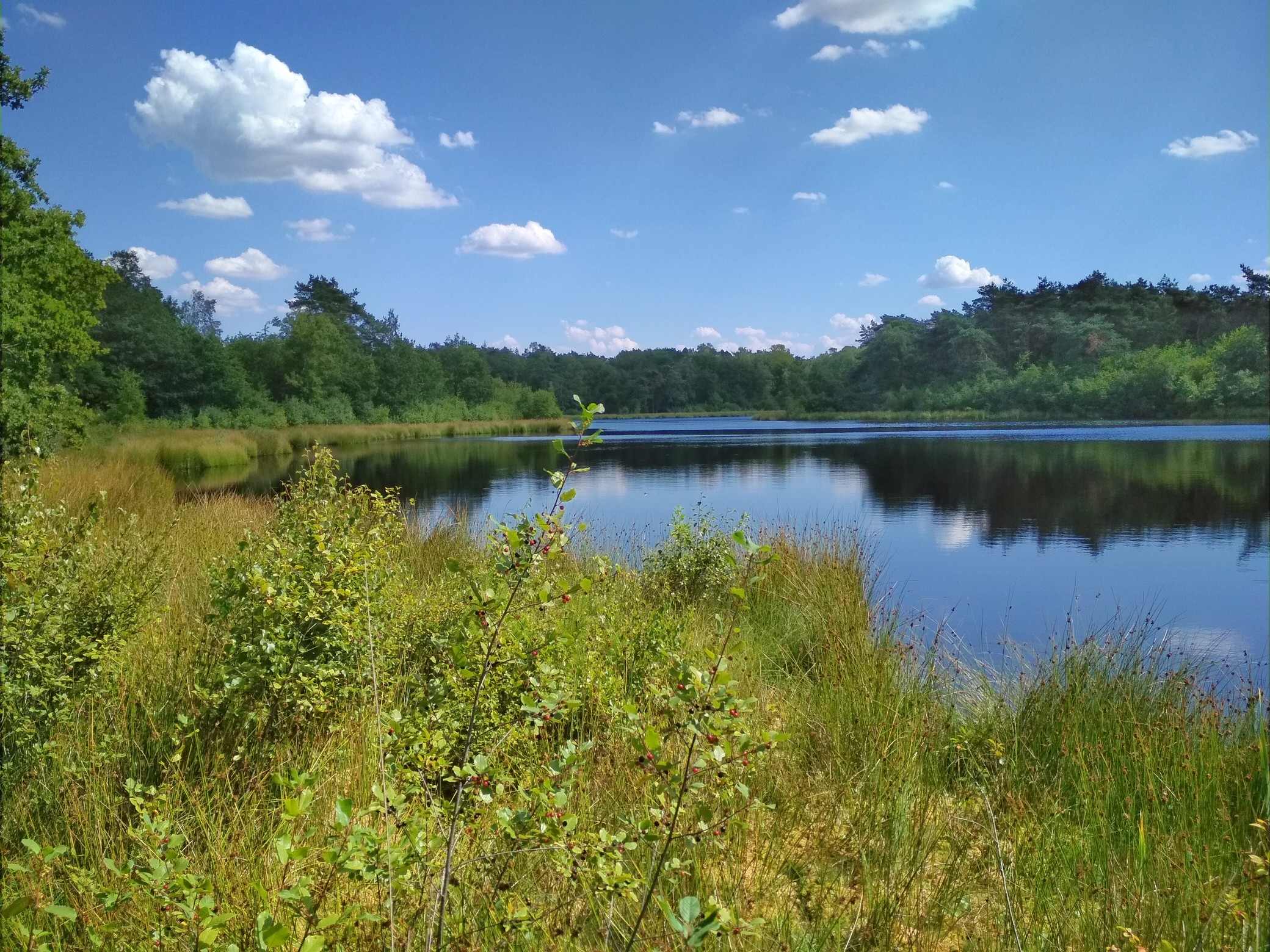
Meeuwenkolonie
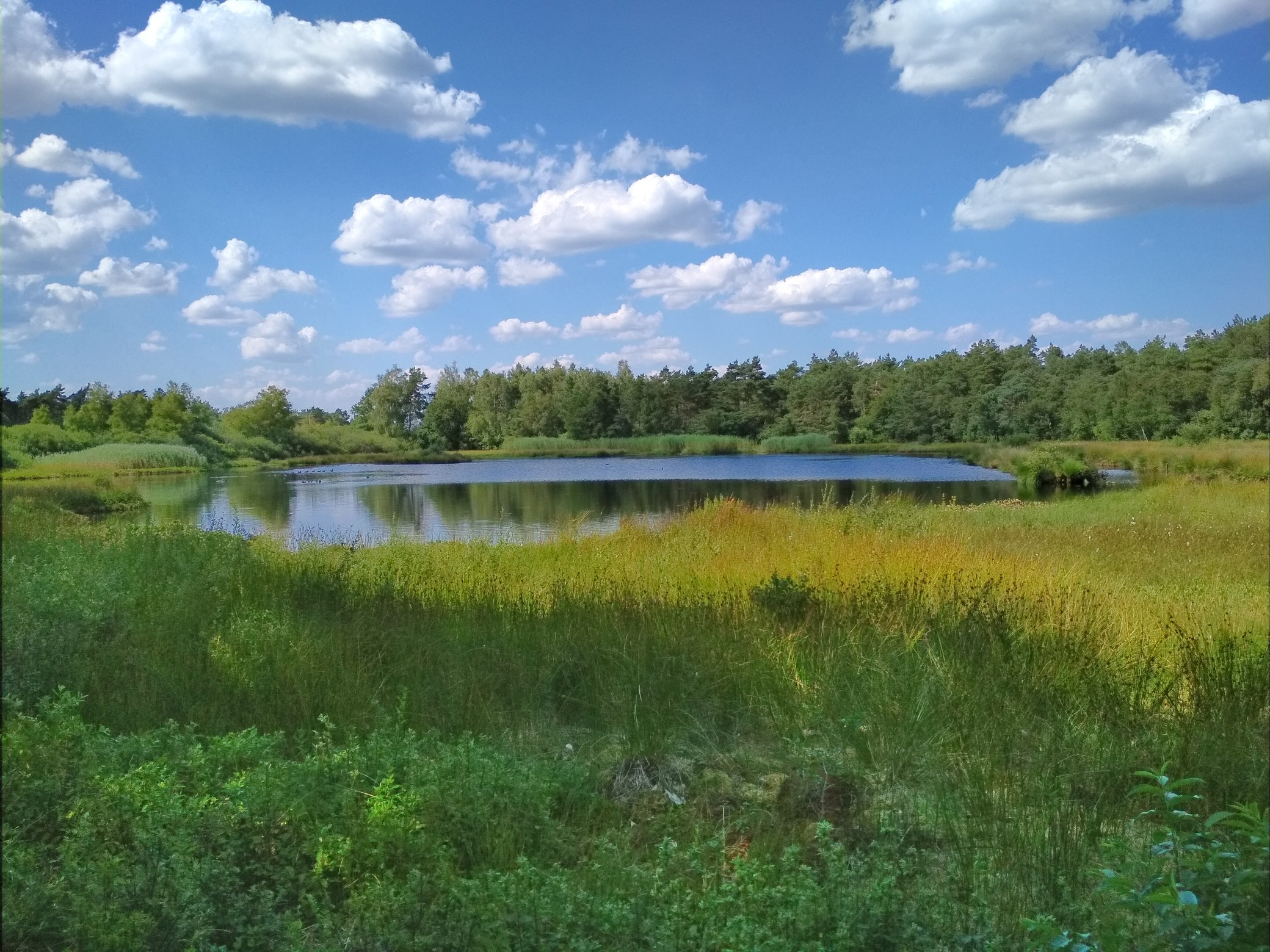
Bosveen
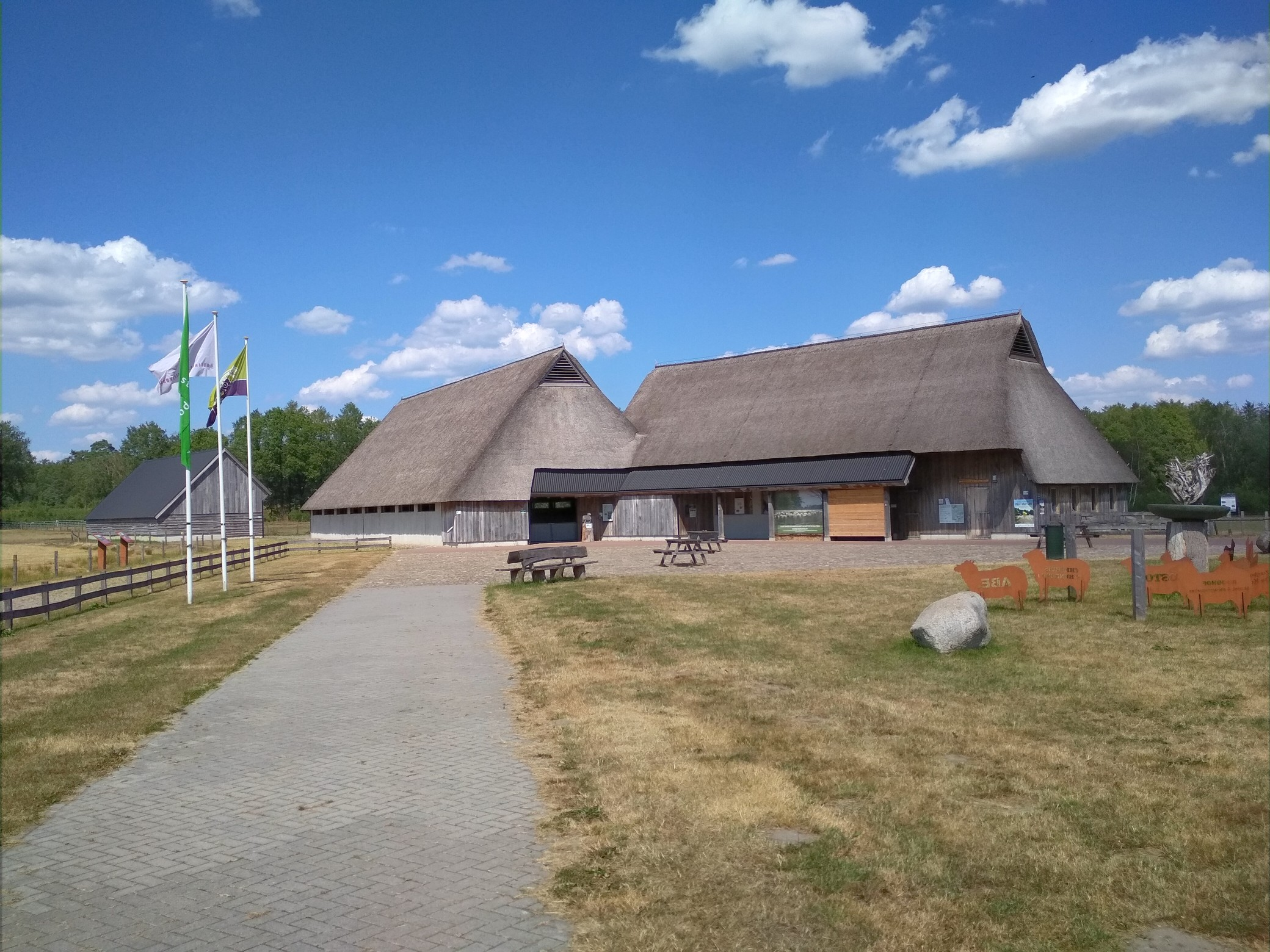
Holtinger Schaapskooi
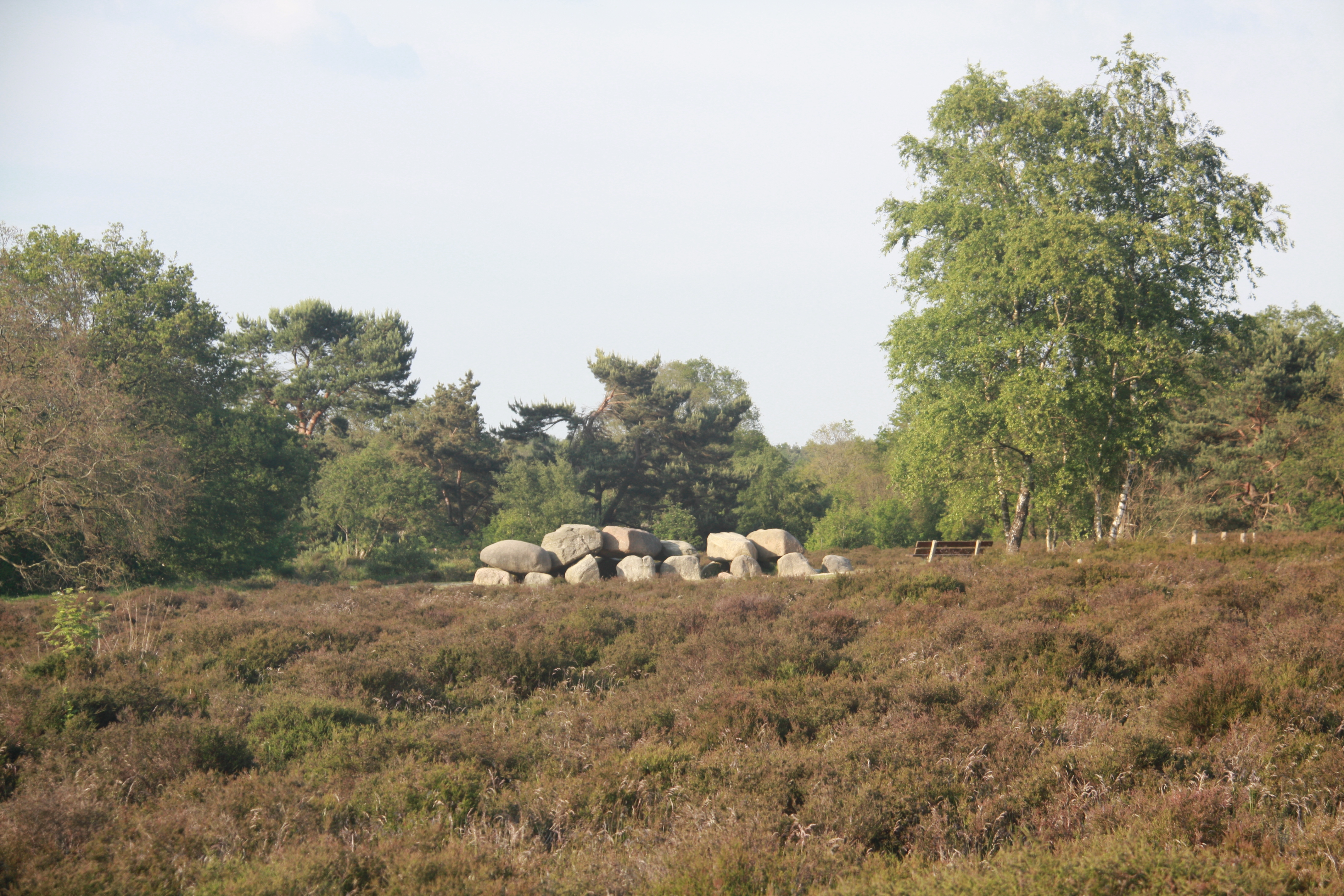
Hunebed D54